# Olmi-Cappella
Olmi-Cappella település Franciaországban, Haute-Corse megyében. Lakosainak száma 187 fő (2022. január 1.). Olmi-Cappella Occhiatana, Pioggiola, Mausoléo, Calenzana, Asco, Vallica, Castifao, Novella, Palasca és Belgodère községekkel határos.

## Népesség
A település népességének változása:
| Lakosok száma | 234  | 202  | 147  | 178  | 182  | 174  | 180  | 183  | 185  | 187  |
|               | 1968 | 1982 | 1990 | 2006 | 2013 | 2015 | 2017 | 2019 | 2020 | 2022 |